# Veronique
Veronique je glasbena skupina, ki sta jo ustanovila Igor Zelenovič Iggy in Alex Bass leta 1987 v Celju. Poimenovala sta jo po Veroniki Deseniški. Delovati je začela septembra 1988, ko sta se Igorju in Alexu pridružila še Franc Podgoršek in George Radmanović. Igor je kmalu zapustil zasedbo, februarja 1989 pa se je pridružil klaviaturist Matej Oset. Aprila istega leta so nastopili v oddaji Večer v klubu zagrebške TV, ki jo je vodil Oliver Mlakar. Goran Obrez in Veronique so zaigrali skladbo »Vietnam« pred celo tedanjo Jugoslavijo. To skladbo so na začetku osemdesetih igrali v njihovem prejšnjem sestavu Phenix, kjer je bil Goran pevec. Za nastop so jo posneli v studiu Bon Ton v Rogatcu, kjer so hkrati posneli tudi njihov prvi radijski singel »Najboljše ženske«, ki ga je pel Alex. 
Spomladi 1990 je Veronique pričela sodelovanje − pevec Brane Kač je odpel vokale na njihovih dveh skladbah »Vem, da sonce bo spet vzšlo« ter »Poišči me«. Obe skladbi so posneli v ljubljanskem studiu Tivoli. Decembra 1990 je Veronique nastopila v Velenju na 1. slovenskem festivalu zabavne glasbe, kjer so se prvikrat v očeh širše javnosti pojavili skupini Čuki in California. Zvočni zapis obstaja na istoimenski dvojni kaseti. Prireditev sta vodila Miša Molk in Sašo Hribar, dogajala pa se je v Rdeči dvorani.
Največja uspešnica Veronique je bila »Mrtva pomlad«, priredba skladbe »Love Hurts«. Posneta je bila v ljubljanskem studiu Alex, producent pa je bil Sašo Fajon.
Konec leta 1991 je Veronique izdala kaseto pri založbi Mandarina. Skupina je pod imenom Veronique delovala do leta 1993, ko so takratni člani spremenili ime v Veronica − torej Franc Podgoršek, Matej Oset (ki se je vrnil v zasedbo), Mario Barišić in novi kitarist Boštjan Leben. Veronica je postala multimedijska skupina, ki je ustvarila glasbo za teletekst TV SLO. Njihov stil je ambientalna glasba.

## Zasedba

### Veronique
- Igor Zelenovič Iggy — kitarist 1987-1988
- Alex Bass —  fretless bas kitarist in pevec 1987-1992
- George Radmanović — kitarist 1988-1993
- Franc Podgoršek — bobnar 1988-1993
- Matej Oset — sintetizator 1989-1990, 1993
- Brane Kač — pevec 1990-1991
- Saša Lojen — sintetizator 1991
- Mario Barišič - pevec in basist 1991-1993

### Veronica
- Matej Oset - klaviature 1993-
- Franc Podgoršek - bobnar 1993-
- Mario Barišič - bas kitarist 1993
- Boštjan Leben - kitarist 1993-1997
- Nenad Ostrovršnik - bas kitarist 2007-

## Diskografija

### Veronique
- radijski singl »Najboljše ženske« (1989)
- skladba »Vietnam« (posneta za TV Zagreb, 1989)
- 1. slovenski festival zabavne glasbe (kaseta, ZKP RTV, 1990)
- Veronique (kaseta, založba Mandarina, 1991)

### Veronica
- album Perspective (1995)
- album Natura Naturans (1998)
- album Triac (2002)
- album Temmas (2010)